# Lista de táxons mamíferos descritos em 2008
Esta é uma listagem de táxons mamíferos descritos no ano de 2008.

## Táxons superior fósseis
| Táxon            | Autor                                        | Referência | Comentário |
| Cetotheriinae    | Whitmore & Barnes, 2008                      | Whitmore, F.C.; Barnes, L.G. (2008). The Herpetocetinae, a new subfamily of extinct baleen whales (Mammalia, Cetacea, Cetotheriidae). Virginia Museum of Natural History Special Publication 14: 141-180.                      |            |
| Pappocetinae     | McLeod & Barnes, 2008                        | McLeod, S.A.; Barnes, L.G. (2008). A new genus and species of Eocene protocetid archaeocete whale (Mammalia, Cetacea) from the Atlantic Coastal plain. Science Series, Natural History Museum of Los Angeles County 41: 73-98. |            |
| Onychonycteridae | Simons, Seymour, Habersetzer & Gunnell, 2008 | Simmons, N.B.; Seymour, K.L.; Habersetzer, J.; Gunnell, G.F. (2008). Primitive Early Eocene bat from Wyoming and the evolution of flight and echolocation. Nature 451: 818-821.                                                |            |
| Pelagiceti       | Uhen, 2008                                   | Uhen, M.D. (2008). New protocetid whales from Alabama and Mississippi, and a new cetacean clade, Pelagiceti. Journal of Vertebrate Paleontology 28 (3): 589-593.                                                               |            |
| Xenorophidae     | Uhen, 2008                                   | Uhen, M.D. (2008). A new Xenorophus-like odontocete cetacean form the Oligocene of North Carolina and a discussion of the basal odontocete radiation. Journal of Systematic Paleontology 6 (4): 433-452.                       |            |

## Gêneros fósseis
| Táxon           | Autor                                                      | Referência | Comentário |
| Acrophyseter    | Lambert, Bianucci & Muizon, 2008                           | Lambert, O.; Bianucci, G.; Muizon, C. (2008). A new stem-sperm whale (Cetacea, Odontoceti, Physeteroidea) from the Latest Miocene of Peru. Comptes Rendus Palevol 7 (6): 361–369. |            |
| Ahytherium      | Cartelle, de Iullis & Pujos, 2008                          | Cartelle, C.; de Iullis, C.; Pujos, F. (2008). A new species of Megalonychidae (Mammalia, Xenarthra) from the Quaternary of Poço Azul (Bahia, Brazil). Comptes Rendus Palevol 7 (6): 335-346.                                                                                                |            |
| Albertocetus    | Uhen, 2008                                                 | Uhen, M.D. (2008). A new Xenorophus-like odontocete cetacean form the Oligocene of North Carolina and a discussion of the basal odontocete radiation. Journal of Systematic Paleontology 6 (4): 433-452.                                                                                     |            |
| Aprixokogia     | Whitmore & Kaltenbach, 2008                                | Whitmore, F.C.; Kaltenbach, J.A. (2008). Neogene Cetacea of the Lee Creek Phosphate Mine, North Carolina. Virginia Museum of Natural History Special Publication 14: 181-269. |            |
| Crenatocetus    | McLeod & Barnes, 2008                                      | McLeod, S.A.; Barnes, L.G. (2008). A new genus and species of Eocene protocetid archaeocete whale (Mammalia, Cetacea) from the Atlantic Coastal plain. Science Series, Natural History Museum of Los Angeles County 41: 73-98.                                                               |            |
| Eschrichtioides | Bisconti, 2008                                             | Bisconti, M. (2008). Morphology and phylogenetic relationships of a new eschrichtiid genus (Cetacea: Mysticeti) from the early Pliocene of northern Italy. Zoological Journal of the Linnean Society 153: 161-186.                                                                           |            |
| Gricetoides     | Whitmore & Kaltenbach, 2008                                | Whitmore, F.C.; Kaltenbach, J.A. (2008). Neogene Cetacea of the Lee Creek Phosphate Mine, North Carolina. Virginia Museum of Natural History Special Publication 14: 181-269. |            |
| Hibacetus       | Otsuka & Ota, 2008                                         | Otsuka, H.; Ota, Y. (2008). Cetotheres from the early Middle Miocene Bihoku Group in Shobara District, Hiroshima Prefecture, West Japan. Miscellaneous Reports of the Hiwas Museum for Natural History 49 (2): 1-66.                                                                         |            |
| Indusius        | Gunnell, Gingerich, Ul-Haq, Bloch, Khan & Clyde, {{{ano}}} | Gunnell, G.F.; Gingerich, P.D.; Ul-Haq, M.; Bloch, J.I.; Khan, I.H.; Clyde, W.C. (2008). New Primates (Mammalia) from the Early and Middle Eocene of Pakistan and their Paleobiogeographic Implications. Contributions from the Museum of Paleontology, University of Michigan 32 (1): 1-14. |            |
| Khonsunycteris  | Gunnell, Simons & Seiffert, 2008                           | Gunnell, G.F.; Simons, E.L.; Seiffert, E.R. (2008). New bats (Mammalia: Chiroptera) from the late Eocene and early Oligocene, Fayum Depression, Egypt. Journal of Vertebrate Paleontology 28 (1): 1-11.                                                                                      |            |
| Magnadapis      | Godinot & Couette, 2008                                    | Godinot, M.; Couette, S. (2008). Morphological diversity in the skulls of large adapines (Primates, Adapiformes) and its systematic implications. in E. J. Sargis and M. Dagosto (eds.). Mammalian Evolutionary Morphology: A Tribute to Frederick Szalay 285-313.                           |            |
| Matanomictis    | Thewissen & Bajpai, 2008                                   | Thewissen, J.G.M.; Bajpai, S. (2008). New Oligocene mustelid from western India. Journal of Vertebrate Paleontology 28 (2): 565-567. |            |
| Nanosiren       | Domning & Aguilera, 2008                                   | Domning, D.P.; Aguilera, O.A. (2008). Fossil Sirenia of the West Atlantic and Caribbeaan Region. VIII. Nanosiren garciae, gen. et sp. nov. and Nanosiren sanchezi, sp. nov. Journal of Vertebrate Paleontology 28 (2): 479-500.                                                              |            |
| Notoetayoa      | Gelfo, López & Bond, 2008                                  | Gelfo, J.N.; López, G.M.; Bond, M. (2008). A new Xenungulata (Mammalia) from the Paleocene of Patagonia Argentina. Journal of Paleontology 82 (2): 329-335. |            |
| Oreotalpa       | Lloyd & Eberle, 2008                                       | Lloyd, K.J.; Eberle, J.J. (2008). A new talpid from the late Eocene of North America. Acta Palaeontologica Polonica 53 (3): 539-543. |            |
| Onychonycteris  | Simons, Seymour, Habersetzer & Gunnell, 2008               | Simmons, N.B.; Seymour, K.L.; Habersetzer, J.; Gunnell, G.F. (2008). Primitive Early Eocene bat from Wyoming and the evolution of flight and echolocation. Nature 451: 818-821. |            |
| Qarunycteris    | Gunnell, Simons & Seiffert, 2008                           | Gunnell, G.F.; Simons, E.L.; Seiffert, E.R. (2008). New bats (Mammalia: Chiroptera) from the late Eocene and early Oligocene, Fayum Depression, Egypt. Journal of Vertebrate Paleontology 28 (1): 1-11.                                                                                      |            |
| Saharaderma     | Gunnell, Simons & Seiffert, 2008                           | Gunnell, G.F.; Simons, E.L.; Seiffert, E.R. (2008). New bats (Mammalia: Chiroptera) from the late Eocene and early Oligocene, Fayum Depression, Egypt. Journal of Vertebrate Paleontology 28 (1): 1-11.                                                                                      |            |
| Saheloryx       | Geraads, Blondel, Likius, Mackaye, Vignaud & Brunet, 2008  | Geraads, D.; Blondel, C.; Likius, A.; Mackaye, H.T.; Vignaud, P.; Brunet, M. (2008). New Hippotragini (Bovidae, Mammalia) from the Late Miocene of Toros-Menalla (Chad). Journal of Vertebrate Paleontology 28 (1): 231–242.                                                                 |            |
| Septemriocetus  | Lambert, 2008                                              | Lambert, O. (2008). A new porpoise (Cetacea, Odontoceti, Phocoenidae) from the Pliocene of the North Sea. Journal of Vertebrate Paleontology 28 (3): 863-872. |            |
| Stenasodelphis  | Godfrey & Barnes, 2008                                     | Godfrey, S.J.; Barnes, L.G. (2008). A New Genus And Species Of Late Miocene Pontoporiid Dolphin (Cetacea: Odontoceti) From The St. Marys Formation In Maryland. Journal of Vertebrate Paleontology 28 (2): 520-528.                                                                          |            |
| Sulaimania      | Gunnell, Gingerich, Ul-Haq, Bloch, Khan & Clyde, 2008      | Gunnell, G.F.; Gingerich, P.D.; Ul-Haq, M.; Bloch, J.I.; Khan, I.H.; Clyde, W.C. (2008). New Primates (Mammalia) from the Early and Middle Eocene of Pakistan and their Paleobiogeographic Implications. Contributions from the Museum of Paleontology, University of Michigan 32 (1): 1-14. |            |
| Tchadotragus    | Geraads, Blondel, Likius, Mackaye, Vignaud & Brunet, 2008  | Geraads, D.; Blondel, C.; Likius, A.; Mackaye, H.T.; Vignaud, P.; Brunet, M. (2008). New Hippotragini (Bovidae, Mammalia) from the Late Miocene of Toros-Menalla (Chad). Journal of Vertebrate Paleontology 28 (1): 231–242.                                                                 |            |
| Witwatia        | Gunnell, Simons & Seiffert, 2008                           | Gunnell, G.F.; Simons, E.L.; Seiffert, E.R. (2008). New bats (Mammalia: Chiroptera) from the late Eocene and early Oligocene, Fayum Depression, Egypt. Journal of Vertebrate Paleontology 28 (1): 1-11.                                                                                      |            |
| Wyomylus        | Cassiliano, 2008                                           | Cassiliano, M. (2008). A new genus and species of Stenomylinae (Camelidae, Artiodactyla) from the Moonstone Formation (late Barstovian–early Hemphillian) of central Wyoming. Rocky Mountain Geology 43 (1): 41-110.                                                                         |            |

## Espécies fósseis
| Táxon                        | Autor | Referência | Comentário |
| Acrophyseter deinodon        | Lambert, Bianucci & Muizon, 2008                                                                          | Lambert, O.; Bianucci, G.; Muizon, C. (2008). A new stem-sperm whale (Cetacea, Odontoceti, Physeteroidea) from the Latest Miocene of Peru. Comptes Rendus Palevol 7 (6): 361–369. |            |
| Ahytherium aureum            | Cartelle, de Iullis & Pujos, 2008                                                                         | Cartelle, C.; de Iullis, C.; Pujos, F. (2008). A new species of Megalonychidae (Mammalia, Xenarthra) from the Quaternary of Poço Azul (Bahia, Brazil). Comptes Rendus Palevol 7 (6): 335-346. |            |
| Albertocetus meffordorum     | Uhen, 2008                                                                                                | Uhen, M.D. (2008). A new Xenorophus-like odontocete cetacean form the Oligocene of North Carolina and a discussion of the basal odontocete radiation. Journal of Systematic Paleontology 6 (4): 433-452. |            |
| Albireo savagei              | Barnes, 2008                                                                                              | Barnes, L.G. (2008). Miocene and Pliocene Albireonidae (Cetacea, Odontoceti), Rare and unusual fossil dolphins from the Eastern North Pacific Ocean. Natural History of Los Angles County Science Series 41: 99-152. |            |
| Aprixokogia kelloggi         | Whitmore & Kaltenbach, 2008                                                                               | Whitmore, F.C.; Kaltenbach, J.A. (2008). Neogene Cetacea of the Lee Creek Phosphate Mine, North Carolina. Virginia Museum of Natural History Special Publication 14: 181-269. |            |
| Bohra illuminata             | Prideaux & Warburton, 2008                                                                                | Prideaux, J.; Warburton, M. (2008). A New Pleistocene Tree-Kangaroo (Diprotodontia: Macropodidae) From The Nullarbor Plain Of South-Central Australia. Journal of Vertebrate Paleontology 28 (2): 463-478. |            |
| Canis accitanus              | Garrido & Arribas, 2008                                                                                   | Garrido, G.; Arribas, A. (2008). Canis accitanus nov. sp., a new small dog (Canidae, Carnivora, Mammalia) from the Fonela P-1 Plio-Pleistocene site (Guadix basin, Granada, Spain). Geobios 41: 751-761. |            |
| Crenatocetus rayi            | McLeod & Barnes, 2008                                                                                     | McLeod, S.A.; Barnes, L.G. (2008). A new genus and species of Eocene protocetid archaeocete whale (Mammalia, Cetacea) from the Atlantic Coastal plain. Science Series, Natural History Museum of Los Angeles County 41: 73-98. |            |
| Deinsdorfia doukasi          | Furió & Mein, 2008                                                                                        | Furió, M.; Mein, P. (2008). A new species of Deinsdorfia (Soricidae, Insectivora, Mammalia) from the Pliocene of Spain. Comptis Rendus Palevol. 7: 347-359. |            |
| Dhofarella sigei             | Gunnell, Simons & Seiffert, 2008                                                                          | Gunnell, G.F.; Simons, E.L.; Seiffert, E.R. (2008). New bats (Mammalia: Chiroptera) from the late Eocene and early Oligocene, Fayum Depression, Egypt. Journal of Vertebrate Paleontology 28 (1): 1-11. |            |
| Dicerorhinus gwebinensis     | Zin-Maung-Maung-Thein, Takai, Masanaru, Tsubamoto, Takehisa, Thaung-Htike, Egi, Naoko & Maung-Maung, 2008 | Zin-Maung-Maung-Thein, Takai, Masanaru, Tsubamoto, Takehisa, Thaung-Htike, Egi, Naoko & Maung-Maung (2008). A new species of Dicerorhinus (Rhinocerontidae) from the Plio-Pleistocene of Myanmar. Palaeontology 51 (6): 1419-1433. |            |
| Diorocetus shobarensis       | Otsuka & Ota, 2008                                                                                        | Otsuka, H.; Ota, Y. (2008). Cetotheres from the early Middle Miocene Bihoku Group in Shobara District, Hiroshima Prefecture, West Japan. Miscellaneous Reports of the Hiwas Museum for Natural History 49 (2): 1-66. |            |
| Gricetoides aurorae          | Whitmore & Kaltenbach, 2008                                                                               | Whitmore, F.C.; Kaltenbach, J.A. (2008). Neogene Cetacea of the Lee Creek Phosphate Mine, North Carolina. Virginia Museum of Natural History Special Publication 14: 181-269. |            |
| Herpetocetus bramblei        | Whitmore & Barnes, 2008                                                                                   | Whitmore, F.C.; Barnes, L.G. (2008). The Herpetocetinae, a new subfamily of extinct baleen whales (Mammalia, Cetacea, Cetotheriidae). Virginia Museum of Natural History Special Publication 14: 141-180. |            |
| Herpetocetus transatlanticus | Whitmore & Barnes, 2008                                                                                   | Whitmore, F.C.; Barnes, L.G. (2008). The Herpetocetinae, a new subfamily of extinct baleen whales (Mammalia, Cetacea, Cetotheriidae). Virginia Museum of Natural History Special Publication 14: 141-180. |            |
| Hibacetus hirosei            | Otsuka & Ota, 2008                                                                                        | Otsuka, H.; Ota, Y. (2008). Cetotheres from the early Middle Miocene Bihoku Group in Shobara District, Hiroshima Prefecture, West Japan. Miscellaneous Reports of the Hiwas Museum for Natural History 49 (2): 1-66. |            |
| Indusius kaliae              | Gunnell, Gingerich, Ul-Haq, Bloch, Khan & Clyde, 2008                                                     | Gunnell, G.F.; Gingerich, P.D.; Ul-Haq, M.; Bloch, J.I.; Khan, I.H.; Clyde, W.C. (2008). New Primates (Mammalia) from the Early and Middle Eocene of Pakistan and their Paleobiogeographic Implications. Contributions from the Museum of Paleontology, University of Michigan 32 (1): 1-14.                                              |            |
| Josephoartigasia monesi      | Rinderknecht & Blanco, 2008                                                                               | Rinderknecht, A.; Blanco, R.E. (2008). The largest fossil rodent. Proceedings of the Royal Society B 275: 923–928. |            |
| Kentriodon schneideri        | Whitmore & Kaltenbach, 2008                                                                               | Whitmore, F.C.; Kaltenbach, J.A. (2008). Neogene Cetacea of the Lee Creek Phosphate Mine, North Carolina. Virginia Museum of Natural History Special Publication 14: 181-269. |            |
| Khonsunycteris aegypticus    | Gunnell, Simons & Seiffert, 2008                                                                          | Gunnell, G.F.; Simons, E.L.; Seiffert, E.R. (2008). New bats (Mammalia: Chiroptera) from the late Eocene and early Oligocene, Fayum Depression, Egypt. Journal of Vertebrate Paleontology 28 (1): 1-11. |            |
| Lagenorhynchus harmatuki     | Whitmore & Kaltenbach, 2008                                                                               | Whitmore, F.C.; Kaltenbach, J.A. (2008). Neogene Cetacea of the Lee Creek Phosphate Mine, North Carolina. Virginia Museum of Natural History Special Publication 14: 181-269. |            |
| Leptadapis filholi           | Godinot & Couette, 2008                                                                                   | Godinot, M.; Couette, S. (2008). Morphological diversity in the skulls of large adapines (Primates, Adapiformes) and its systematic implications. in E. J. Sargis and M. Dagosto (eds.). Mammalian Evolutionary Morphology: A Tribute to Frederick Szalay 285-313.                                                                        |            |
| Magnadapis fredi             | Godinot & Couette, 2008                                                                                   | Godinot, M.; Couette, S. (2008). Morphological diversity in the skulls of large adapines (Primates, Adapiformes) and its systematic implications. in E. J. Sargis and M. Dagosto (eds.). Mammalian Evolutionary Morphology: A Tribute to Frederick Szalay 285-313.                                                                        |            |
| Magnadapis intermedius       | Godinot & Couette, 2008                                                                                   | Godinot, M.; Couette, S. (2008). Morphological diversity in the skulls of large adapines (Primates, Adapiformes) and its systematic implications. in E. J. Sargis and M. Dagosto (eds.). Mammalian Evolutionary Morphology: A Tribute to Frederick Szalay 285-313.                                                                        |            |
| Magnadapis laurenceae        | Godinot & Couette, 2008                                                                                   | Godinot, M.; Couette, S. (2008). Morphological diversity in the skulls of large adapines (Primates, Adapiformes) and its systematic implications. in E. J. Sargis and M. Dagosto (eds.). Mammalian Evolutionary Morphology: A Tribute to Frederick Szalay 285-313.                                                                        |            |
| Magnadapis quercyi           | Godinot & Couette, 2008                                                                                   | Godinot, M.; Couette, S. (2008). Morphological diversity in the skulls of large adapines (Primates, Adapiformes) and its systematic implications. in E. J. Sargis and M. Dagosto (eds.). Mammalian Evolutionary Morphology: A Tribute to Frederick Szalay 285-313.                                                                        |            |
| Matanomictis maniyarensis    | Thewissen & Bajpai, 2008                                                                                  | Thewissen, J.G.M.; Bajpai, S. (2008). New Oligocene mustelid from western India. Journal of Vertebrate Paleontology 28 (2): 565-567. |            |
| Meldimys musak               | Rana, Kumar, Escarguel, Sahni, Rose, Smith, Singh & Singh, 2008                                           | Rana, R.S.; Kumar, K.; Escarguel, G.; Sahni, A.; Rose, K.D.; Smith, T.; Singh, H.; Singh, L. (2008). An ailuravine rodent from the lower Eocene Cambay Formation at Vastan, western India, and its palaeobiogeographic implications. Acta Palaeontologica Polonica 53 (1): 1-14                                                           |            |
| Merycopotamus thachangensis  | Hanta, Ratanasthiena, Kunimatsub, Saegusac, Nakayad, Nagaokae & Jintasakul, 2008                          | Hanta, R.; Ratanasthiena, B.; Kunimatsub, Y.; Saegusac, H.; Nakayad, H.; Nagaokae, S.; Jintasakul, P. (2008). A New Species of Bothriodontinae, Merycopotamus thachangensis (Cetartiodactyla, Anthracotheriidae) from the Late Miocene of Nakhon Ratchasima, Northeastern Thailand. Journal of Vertebrate Paleontology 28 (4): 1182-1188. |            |
| Miacis rosei                 | Heinrich, Strait & Houde, 2008                                                                            | Heinrich,R.E.; Strait, S.G.; Houde, P. (2008). Earliest Eocene Miacidae (Mammalia: Carnivora) from northwestern Wyoming. Journal of Paleontology 82 (1): 154-162. |            |
| Micromeryx azanzae           | Sánchez & Morales, 2008                                                                                   | Sánchez, I. M.; Morales, J. (2008). Micromeryx azanzae sp. nov. (Ruminantia: Moschidae) from the Middle-Upper Miocene of Spain, and the First Description of the Cranium of Micromeryx. Journal of Vertebrate Paleontology 28 (3): 873-885.                                                                                               |            |
| Micromys caesaris            | Minwer-Barakat, García-Alix, Martín-Suárez & Freudenthal, 2008                                            | Minwer-Barakat, R.; García-Alix, A.; Martín-Suárez, E.; Freudenthal, M. (2008). Micromys caesaris, A New Murid (Rodentia, Mammalia) from the Late Pliocene of the Guadix Basin, Southeastern Spain. Journal of Paleontology 82 (2): 436-441.                                                                                              |            |
| Mus dulamensis               | Kotlia, 2008                                                                                              | Kotlia, B.S. (2008). A new species of fossil Mus (Rodentia, Muridae) from the Indian Himalaya: Evolutionary and phylogenetic implications. Paleoworld 17 (1): 47-56. |            |
| Muscardinus meridionalis     | García-Alix, Minwer-Barakat, Martín-Suárez & Freudenthal, 2008                                            | García-Aliz, A.; Minwer-Baeakat, R.; Martín-Suárez, E.; Freudenthal, M. (2008). Muscardinus meridionalis sp. nov., a new species of gliridae (Rodentia, Mammalia) and its implications for the phylogeny of Muscardinus. Jorunal of Vertebrate Paleontology 28 (2): 568-573.                                                              |            |
| Nanosiren garciae            | Domning & Aguilera, 2008                                                                                  | Domning, D.P.; Aguilera, O.A. (2008). Fossil Sirenia of the West Atlantic and Caribbeaan Region. VIII. Nanosiren garciae, gen. et sp. nov. and Nanosiren sanchezi, sp. nov. Journal of Vertebrate Paleontology 28 (2): 479-500. |            |
| Nanosiren sanchezi           | Domning & Aguilera, 2008                                                                                  | Domning, D.P.; Aguilera, O.A. (2008). Fossil Sirenia of the West Atlantic and Caribbeaan Region. VIII. Nanosiren garciae, gen. et sp. nov. and Nanosiren sanchezi, sp. nov. Journal of Vertebrate Paleontology 28 (2): 479-500. |            |
| Notoetayoa gargantuai        | Gelfo, López & Bond, 2008                                                                                 | Gelfo, J.N.; López, G.M.; Bond, M. (2008). A new Xenungulata (Mammalia) from the Paleocene of Patagonia Argentina. Journal of Paleontology 82 (2): 329-335. |            |
| Oreotalpa florissantensis    | Lloyd & Eberle, 2008                                                                                      | Lloyd, K.J.; Eberle, J.J. (2008). A new talpid from the late Eocene of North America. Acta Palaeontologica Polonica 53 (3): 539-543. |            |
| Onychonycteris finneyi       | Simons, Seymour, Habersetzer & Gunnell, 2008                                                              | Simmons, N.B.; Seymour, K.L.; Habersetzer, J.; Gunnell, G.F. (2008). Primitive Early Eocene bat from Wyoming and the evolution of flight and echolocation. Nature 451: 818-821. |            |
| Parailurus baikalicus        | Sotnikova, 2008                                                                                           | Sotnikova, M. V. (2008). A new species of lesser panda Parailurus (Mammalia, Carnivora) from the Pliocene of Transbaikalia (Russia) and some aspects of ailurine phylogeny. Paleontological Journal 42 (1): 90-99. |            |
| Panobius amplior             | Gunnell, Gingerich, Ul-Haq, Bloch, Khan & Clyde, 2008                                                     | Gunnell, G.F.; Gingerich, P.D.; Ul-Haq, M.; Bloch, J.I.; Khan, I.H.; Clyde, W.C. (2008). New Primates (Mammalia) from the Early and Middle Eocene of Pakistan and their Paleobiogeographic Implications. Contributions from the Museum of Paleontology, University of Michigan 32 (1): 1-14.                                              |            |
| Panobius russelli            | Gunnell, Gingerich, Ul-Haq, Bloch, Khan & Clyde, 2008                                                     | Gunnell, G.F.; Gingerich, P.D.; Ul-Haq, M.; Bloch, J.I.; Khan, I.H.; Clyde, W.C. (2008). New Primates (Mammalia) from the Early and Middle Eocene of Pakistan and their Paleobiogeographic Implications. Contributions from the Museum of Paleontology, University of Michigan 32 (1): 1-14.                                              |            |
| Parietobalaena yamaokai      | Otsuka & Ota, 2008                                                                                        | Otsuka, H.; Ota, Y. (2008). Cetotheres from the early Middle Miocene Bihoku Group in Shobara District, Hiroshima Prefecture, West Japan. Miscellaneous Reports of the Hiwas Museum for Natural History 49 (2): 1-66. |            |
| Prolagus italicus            | Angelone, 2008                                                                                            | Angelone, C. (2008). Prolagus italicus nov. sp. (Ochotonidae, Lagomorpha), a new Pliocene species of peninsular Italy. Geobios 41 (4): 445-453. |            |
| Qarunycteris moerisae        | Gunnell, Simons & Seiffert, 2008                                                                          | Gunnell, G.F.; Simons, E.L.; Seiffert, E.R. (2008). New bats (Mammalia: Chiroptera) from the late Eocene and early Oligocene, Fayum Depression, Egypt. Journal of Vertebrate Paleontology 28 (1): 1-11. |            |
| Saharaderma pseudovampyrus   | Gunnell, Simons & Seiffert, 2008                                                                          | Gunnell, G.F.; Simons, E.L.; Seiffert, E.R. (2008). New bats (Mammalia: Chiroptera) from the late Eocene and early Oligocene, Fayum Depression, Egypt. Journal of Vertebrate Paleontology 28 (1): 1-11. |            |
| Saheloryx solidus            | Geraads, Blondel, Likius, Mackaye, Vignaud & Brunet, 2008                                                 | Geraads, D.; Blondel, C.; Likius, A.; Mackaye, H.T.; Vignaud, P.; Brunet, M. (2008). New Hippotragini (Bovidae, Mammalia) from the Late Miocene of Toros-Menalla (Chad). Journal of Vertebrate Paleontology 28 (1): 231–242. |            |
| Septemriocetus bosselaersi   | Lambert, 2008                                                                                             | Lambert, O. (2008). A new porpoise (Cetacea, Odontoceti, Phocoenidae) from the Pliocene of the North Sea. Journal of Vertebrate Paleontology 28 (3): 863-872. |            |
| Stenasodelphis russellae     | Godfrey & Barnes, 2008                                                                                    | Godfrey, S.J.; Barnes, L.G. (2008). A New Genus And Species Of Late Miocene Pontoporiid Dolphin (Cetacea: Odontoceti) From The St. Marys Formation In Maryland. Journal of Vertebrate Paleontology 28 (2): 520-528. |            |
| Stenella rayi                | Whitmore & Kaltenbach, 2008                                                                               | Whitmore, F.C.; Kaltenbach, J.A. (2008). Neogene Cetacea of the Lee Creek Phosphate Mine, North Carolina. Virginia Museum of Natural History Special Publication 14: 181-269. |            |
| Sulaimania arifi             | Gunnell, Gingerich, Ul-Haq, Bloch, Khan & Clyde, 2008                                                     | Gunnell, G.F.; Gingerich, P.D.; Ul-Haq, M.; Bloch, J.I.; Khan, I.H.; Clyde, W.C. (2008). New Primates (Mammalia) from the Early and Middle Eocene of Pakistan and their Paleobiogeographic Implications. Contributions from the Museum of Paleontology, University of Michigan 32 (1): 1-14.                                              |            |
| Tchadotragus sudrei          | Geraads, Blondel, Likius, Mackaye, Vignaud & Brunet, 2008                                                 | Geraads, D.; Blondel, C.; Likius, A.; Mackaye, H.T.; Vignaud, P.; Brunet, M. (2008). New Hippotragini (Bovidae, Mammalia) from the Late Miocene of Toros-Menalla (Chad). Journal of Vertebrate Paleontology 28 (1): 231–242. |            |
| Teilhardina magnoliana       | Beard, 2008                                                                                               | Beard, K.C. (2008). The oldest North American primate and mammalian biogeography during the Paleocene-Eocene Thermal Maximum. Proceedings of the National Academy of Sciences 105 (10): 3815-3818. |            |
| Uintacyon gingerichi         | Heinrich, Strait & Houde, 2008                                                                            | Heinrich,R.E.; Strait, S.G.; Houde, P. (2008). Earliest Eocene Miacidae (Mammalia: Carnivora) from northwestern Wyoming. Journal of Paleontology 82 (1): 154-162. |            |
| Vassacyon bowni              | Heinrich, Strait & Houde, 2008                                                                            | Heinrich,R.E.; Strait, S.G.; Houde, P. (2008). Earliest Eocene Miacidae (Mammalia: Carnivora) from northwestern Wyoming. Journal of Paleontology 82 (1): 154-162. |            |
| Witwatia eremicus            | Gunnell, Simons & Seiffert, 2008                                                                          | Gunnell, G.F.; Simons, E.L.; Seiffert, E.R. (2008). New bats (Mammalia: Chiroptera) from the late Eocene and early Oligocene, Fayum Depression, Egypt. Journal of Vertebrate Paleontology 28 (1): 1-11. |            |
| Witwatia schlosseri          | Gunnell, Simons & Seiffert, 2008                                                                          | Gunnell, G.F.; Simons, E.L.; Seiffert, E.R. (2008). New bats (Mammalia: Chiroptera) from the late Eocene and early Oligocene, Fayum Depression, Egypt. Journal of Vertebrate Paleontology 28 (1): 1-11. |            |
| Wyomylus whitei              | Cassiliano, 2008                                                                                          | Cassiliano, M. (2008). A new genus and species of Stenomylinae (Camelidae, Artiodactyla) from the Moonstone Formation (late Barstovian–early Hemphillian) of central Wyoming. Rocky Mountain Geology 43 (1): 41-110. |            |

## Gêneros recentes
| Táxon      | Autor                                     | Referência | Comentário |
| Desmalopex | Giannini, Almeida, Simmons & Helgen, 2008 | Giannini, N.P.; Almeida, F.C.; Simmons, N.B.; Helgen, K.M. (2008). The systematic position of Pteropus leucopterus and its bearing on the monophyly and relationships of Pteropus (Chiroptera: Pteropodidae). Acta Chiropterologica 10 (1): 11-20. |            |

## Espécies recentes
| Táxon                       | Autor                                                                                                 | Referência | Comentário |
| Allactaga toussi            | Darvish, Hajjar, Moghadam Matin, Haddad & Akbary, 2008                                                | Darvish, J.; Hajjar, T.; Moghadam Matin, M.; Haddad, F.; Akbary, S. (2008). New Species of Five-Toed Jerboa (Rodentia: Dipodidae, Allactaginae) from North-East Iran. Journal of Sciences 19 (2): 103-109. |            |
| Avahi mooreorum             | Lei, Engberg, Andriantompohavana, McGuire, Mittermeier, Zaonarivelo, Brenneman & Louis, 2008          | Lei, R.; Engberg, S.E.; Andriantompohavana, R.; McGuire, S.M.; Mittermeier, R.A.; Zaonarivelo, J.R.; Brenneman, R.A.; Louis, E.E., Jr. (2008). Nocturnal lemur diversity at Masoala National Park. Special Publications, Museum of Texas Tech University 53:1-41. |            |
| Batomys hamiguitan          | Balete, Heaney, Rickart, Quidlat & Ibanez, 2008                                                       | Balete, D.S.; Heaney, L.R.; Rickart, E.A.; Quidlat, R.S.; Ibanez, J.C. (2008). A new species of Batomys (Mammalia: Muridae) from eastern Mindanao Island, Philippines. Proceedings of the Biological Society of Washington 121 (4): 411-428. |            |
| Cacajao ayresi              | Boubli, da Silva, Amado, Hrbek, Pontual & Farias, 2008                                                | Boubli, J.P., da Silva, M.N.F., Amado, M.V., Hrbek, T., Pontual, F.B. & Farias, I.P. (2008). A Taxonomic Reassessment of Cacajao melanocephalus Humboldt (1811), with the Description of Two New Species. International Journal of Primatology 29 (3): 723-741. |            |
| Cacajao hosomi              | Boubli, da Silva, Amado, Hrbek, Pontual & Farias, 2008                                                | Boubli, J.P.; da Silva, M.N.F.; Amado, M.V.; Hrbek, T.; Pontual, F.B.; Farias, I.P. (2008). A Taxonomic Reassessment of Cacajao melanocephalus Humboldt (1811), with the Description of Two New Species. International Journal of Primatology 29 (3): 723-741. |            |
| Cerradomys langguthi        | Percequillo, Hinsgt-Zaher & Bonvicino, 2008                                                           | Percequillo, A.R.; Hinsgt-Zaher, E.; Bonvicino, C.R. (2008). Systematic Review of Genus Cerradomys Weksler, Percequillo and Voss, 2006 (Rodentia: Cricetidae: Sigmodontinae: Oryzomini), with Description of Two New Species from Eastern Brazil. American Museum Novitates 3622: 1-46. |            |
| Cerradomys vivoi            | Percequillo, Hinsgt-Zaher & Bonvicino, 2008                                                           | Percequillo, A.R.; Hinsgt-Zaher, E.; Bonvicino, C.R. (2008). Systematic Review of Genus Cerradomys Weksler, Percequillo and Voss, 2006 (Rodentia: Cricetidae: Sigmodontinae: Oryzomini), with Description of Two New Species from Eastern Brazil. American Museum Novitates 3622: 1-46. |            |
| Crocidura phuquocensis      | Lei, Abramov, Jenkins, Rozhnov & Kalinin, 2008                                                        | Abramov, A.V.; Jenkins, P.D.; Rozhnov, V.V.; Kalinin, A.A. (2008). Description of a new species of Crocidura (Soricomorpha: Soricidae) from the island of Phu Quoc, Vietnam. Mammalia 72 (4): 269–272. |            |
| Desmalopex microleucopterus | Esselstyn, Garcia, Saulog & Heaney, 2008                                                              | Esselstyn, J.A.; Garcia, H.J.D.; Saulog, M.G.; Heaney, L. R. (2008). A new species of Desmalopex (Pteropodidae) from the Philippines, with a phylogenetic analysis of the Pteropodini. Journal of Mammalogy 89 (4): 815-825. |            |
| Elephantulus pilicaudus     | Smit, Robinson, Watson & van Vuunen, 2008                                                             | Smit, H.A.; Robinson, T.J.; Watson, J.; van Vuunen, J.B. (2008). A New Species of Elephant-shrew (Afrotheria: Macroscelidea: Elephantulus) from South Africa. Journal of Mammalogy 89 (5): 1257–1268. |            |
| Eligmodontia bolsonensis    | Mares, Braun, Coyner & Van Den Bussche, 2008                                                          | Mares, M.A.; Braun, J.K.; Coyner, B.S.; Van Den Bussche, R.A. (2008). Phylogenetic and biogeographic relationships of gerbil mice Eligmodontia (Rodentia: Cricetidae) in South America, with a description of a new species. Zootaxa 1753: 1-33. |            |
| Grammomys brevirostris      | Krystufek, 2008                                                                                       | Kristufek, B. (2008). Description of a new thicket rat from Kenya: Grammomys brevirostris n. sp. Acta Zoologica Lituanica 18 (4): 221-227. |            |
| Hylomyscus walterverheyeni  | Nicolas, Wendelen, Barriere, Dudu & Colyn, 2008                                                       | Nicolas, V.; Wendelen, W.; Barriere, P.; Dudu, A.; Colyn, M. (2008). Morphometric variation in Hylomyscus alleni and H. stella (Rodentia: Muridae), and description of a new species. Journal of Mammalogy 89(1):222-231. |            |
| Leptomys arfakensis         | Musser, Helgen & Lunde, 2008                                                                          | Musser, G.G.; Helgen, K.M.; Lunde, D.P. (2008). Systematic Review of New Guinea Leptomys (Muridae, Murinae) with Descriptions of Two New Species. American Museum Novitates 3624: 1-60. |            |
| Leptomys paulus             | Musser, Helgen & Lunde, 2008                                                                          | Musser, G.G.; Helgen, K.M.; Lunde, D.P. (2008). Systematic Review of New Guinea Leptomys (Muridae, Murinae) with Descriptions of Two New Species. American Museum Novitates 3624: 1-60. |            |
| Lepilemur scottorum         | Lei, Engberg, Andriantompohavana, McGuire, Mittermeier, Zaonarivelo, Brenneman & Louis, 2008          | Lei, R.; Engberg, S.E.; Andriantompohavana, R.; McGuire, S.M.; Mittermeier, R.A.; Zaonarivelo, J.R.; Brenneman, R.A.; Louis, E.E., Jr. (2008). Nocturnal lemur diversity at Masoala National Park. Special Publications, Museum of Texas Tech University 53:1-41. |            |
| Lonchophylla orienticollina | Dávalos & Corthals, 2008                                                                              | Dávalos, L.M.; Corthals, A. (2008). A new species of Lonchophylla (Chiroptera: Phyllostomidae) from the eastern Andes of northwestern South America. American Museum Novitates 3635: 1-16. |            |
| Microcebus arnholdi         | Louis, Engberg, McGuire, McCormick, Randriamampionona, Ranaivoarisoa, Bailey, Mittermeier & Lei, 2008 | Louis, E.E.Jr.; Engberg, S.H.; McGuire, S.M.; McCormick, M.J.; Randriamampionona, R.; Ranaivoarisoa, J.F.; Bailey, C.A.; Mittermeier, R.A.; Lei, R. (2008). Revision of the Mouse Lemurs, Microcebus (Primates, Lemuriformes), of Northern and Northwestern Madagascar with Descriptions of Two New Species at Montagne d’Ambre National Park and Antafondro Classified Forest. Primate Conservation 23: 19–38.                                 |            |
| Microcebus macarthurii      | Radespiel et al., 2008                                                                                | Radespiel, U.; Olivieri, G.; Rasolofoson, D.W.; Rakotondratsimba, G.; Rakotonirainy, O.; Rasoloharijaona, S.; Randrianambinina, B.; Ratsimbasafy, J.H.; Ratelolahy, F.; Randriamboavonjy, T.; Rasolofoharivelo, T.; Craul, M.; Rakotozafy, L.; Randrianarison, R.M. (2008), Exceptional diversity of mouse lemurs (Microcebus spp.) in the Makira region with the description of one new species. American Journal of Primatology 70: 1033-1046 |            |
| Microcebus margotmarshae    | Louis, Engberg, McGuire, McCormick, Randriamampionona, Ranaivoarisoa, Bailey, Mittermeier & Lei, 2008 | Louis, E.E.Jr.; Engberg, S.H.; McGuire, S.M.; McCormick, M.J.; Randriamampionona, R.; Ranaivoarisoa, J.F.; Bailey, C.A.; Mittermeier, R.A.; Lei, R. (2008). Revision of the Mouse Lemurs, Microcebus (Primates, Lemuriformes), of Northern and Northwestern Madagascar with Descriptions of Two New Species at Montagne d’Ambre National Park and Antafondro Classified Forest. Primate Conservation 23: 19–38.                                 |            |
| Miniopterus petersoni       | Goodman, Bradman, Maminirina, Ryan, Christidis & Appleton, 2008                                       | Goodman, S.M.; Bradman, H.M.; Maminirina,C.P.; Ryan, K.E.; Christidis, L.L.; Appleton, B. (2008). A new species of Miniopterus (Chiroptera: Miniopteridae) from lowland southeastern Madagascar. Mammalian Biology 73 (3): 199-213. |            |
| Mops bakarii                | Stanley, 2008                                                                                         | Stanley, W.T. (2008). A new species of Mops (Molossidae) form Pemba Island, Tanzania. Acta Chiropterologica 10 (2): 183-192. |            |
| Mormopterus eleryi          | Reardon, Adams, McKenzie & Jenkins, 2008                                                              | Reardon, T.; Adams, M.; McKenzie, N.; Jenkins, P. (2008). A new species of Australian freetail bat Mormopterus eleryi sp. Nov. (Chiroptera: Molossidae) and a taxonomic reappraisal of M. norfolkensis (Gray). Zootaxa 1875: 1-31. |            |
| Mormopterus francoismoutoui | Goodman, van Vuunen, Ratrimomanarivo, Probst & Bowie, 2008                                            | Goodman, S.M.; Van Vuuren, J.B.; Ratrimomanarivo, F.; Probst, J.-M.; Bowie, R.C.K. (2008). Specific Status of Populations in the Mascarene Islands Referred to Mormopterus acetabulosus (Chiroptera: Molossidae), with Description of a New Species. Journal of Mammalogy 89 (5): 1316–1327. |            |
| Murina harpioloides         | Kruskop & Eger, 2008                                                                                  | Kruskop, S.V.; Eger, J.L. (2008). A new species of tube-nosed bat Murina (Vespertilionidae, Chiroptera) from Vietnam. Acta Chiropterologica 10 (2): 213–220. |            |
| Myosorex gnoskei            | Peterhans, Hutterer, Kaliba & Mazibuko, 2008                                                          | Peterhans, J.C.K.; Hutterer, R.; Kaliba, P.; Mazibuko, L. (2008). First Record Of Myosorex (Mammalia: Soricidae) from Malawi With Description as a New Species, Myosorex gnoskei. Journal of East African Natural History 97 (1): 19 - 32. |            |
| Oxymycterus wayku           | Jayat, D'Elia, Pardinãs, Miotti & Ortiz, 2008                                                         | Jayat, J.P.; D'Elia, G.; Pardinãs, U.F.J.; Miotti, M.D.; Ortiz, P.E. (2008). A new species of the genus Oxymycterus (Mammalia: Rodentia: Cricetidae) from the vanishing Yuangas of Argentina. Zootaxa 1911: 31-51. |            |
| Philander olrogi            | Flores, Barquez & Diaz, 2008                                                                          | Flores, D.A.; Barquez, R.M.; Díaz, M.M. (2008). A new species of Philander Brisson, 1762 (Didelphimorphia, Didelphidae). Mammalian Biology 73: 14-24. |            |
| Phyllomys sulinus           | Leite, Christoff & Fagundes,                                                                          | Leite, Y.L.R.; Christoff, A.U.; Fagundes, V. (2008). A New Species of Atlantic Forest Tree Rat, Genus Phyllomys (Rodentia, Echimyidae) from Southern Brazil. Journal of Mammalogy 89 (4): 845–851. |            |
| Rhinolophus huananus        | Wu, Motokawa & Harada, 2008                                                                           | Wu, Y.; Motokawa, M.; Harada, M. (2008). A New Species of Horseshoe Bat of the Genus Rhinolophus from China (Chiroptera: Rhinolophidae). Zoological Science 25: 438–443. |            |
| Rhynchocyon udzungwensis    | Rathbun & Rovero, 2008                                                                                | Rovero, F.; Rathbun, G.B.; Perkin, A.; Jones, T.; Ribble, D.O.; Leonard, C.; Mwakisoma, R.R.; Doggart, N. (2008). A new species of giant sengi or elephant-shrew (genus Rhynchocyon) highlights the exceptional biodiversity of the Udzungwa Mountains of Tanzania. Journal of Zoology 274: 126-133. |            |
| Tarsius tumpara             | Shekelle, Groves, Merker & Supriatna, 2008                                                            | Shekelle, M.; Groves, C.; Merker, S.; Supriatna, J. (2008). Tarsius tumpara: A New Tarsier Species from Siau Island, North Sulawesi. Primate Conservation 23: 55–64. |            |
| Triaenops pauliani          | Goodman & Ranivo, 2008                                                                                | Goodman, S.M.; Ranivo, J. (2008). A new species of Triaenops (Mammalia, Chiroptera, Hipposideridae) from Aldabra Atoll, Picard Island (Seychelles). Zoosystema 30 (3): 681-693. |            |
| Tylonycteris pygmaeus       | Feng, Li & Wang, 2008                                                                                 | Feng, Q.; Li, S.; Wang, Y. (2008). A new species of bamboo bat (Chiroptera: Vespertilionidae: Tylonycteris) from southwestern China. Zoological science 25 (2): 225-234. |            |